# Roland Rüster
Roland Rüster (* 28. Juni 1961) ist ein ehemaliger deutscher Fußballspieler und -trainer. In der höchsten Spielklasse des DDR-Fußballs, der Oberliga, spielte er für die BSG Stahl Riesa und die SG Dynamo Dresden.

## Sportliche Laufbahn
Seine guten Leistungen im Oberligakollektiv der BSG Stahl Riesa ließen ihn Mitte der 1980er-Jahre für jene im DDR-Fußball den Fußballclubs gleichgestellte Schwerpunktgemeinschaft Dynamo Dresden als Verstärkung interessant werden. Im Sommer 1985 wechselte Rüster innerhalb des Bezirks Dresden von Riesa nach Dresden. In der Saison 1985/86 absolvierte die 1,85 Meter große Defensivkraft elf Erstligapartien für die Schwarz-Gelben. Bereits bei seinem Debüt für den zu diesem Zeitpunkt sechsfachen DDR-Meister am 2. Spieltag gelang ihm sein einziger Treffer. Beim 3:2-Auswärtssieg gegen den 1. FC Magdeburg erzielte der nach 16 Minuten eingewechselte Rüster zwölf Minuten vor Schluss den zwischenzeitlichen 2:2-Ausgleich. Jenseits des nationalen Punktspielbetriebs setzte der damalige Dynamo-Trainer Klaus Sammer den Instandhaltungsmechaniker in drei Europapokalbegegnungen bei der Dresdner Teilnahme am Europapokal der Pokalsieger im Spieljahr 1985/86 ein. Bereits nach einem Jahr kehrte Rüster zur BSG Stahl Riesa zurück, bei der er ab dem November 1987 nach dem letzten seiner insgesamt 67 Oberligaspiele aus dem Fokus der überregionalen ostdeutschen Fußballöffentlichkeit rutschte.
Nach der Zusammenführung von ost- und westdeutschem Fußball tauchte der frühere Erstligafußballer Anfang der 1990er-Jahre noch einmal im Riesaer Dress auf. In der damals drittklassigen NOFV-Amateur-Oberliga spielte er in zwei Spielzeiten für die in jener Zeit als FC Stahl und als Riesaer SV antretende Elf.

## Trainerlaufbahn
Mitte der ersten Dekade des 21. Jahrhunderts trainierte Roland Rüster zwischen Dresden und Leipzig den SV Ostrau 1990.